# Sladký život na moři (3. řada)
Třetí řada seriálu Sladký život na moři navázala na předchozí druhou řadu. Americká televizní stanice Disney Channel ji uvedla premiérově od 2. července 2010. Má celkem 22 dílů, které byly vysílány v odlišném pořadí oproti produkci. Seriál byl touto řadou ukončen a navázal na ni už jen film Sladký život dvojčat (v originále The Suite Life Movie), zařazený před poslední díl řady.

## Herecké obsazení
- Cole Sprouse, Dylan Sprouse a Brenda Song účinkovali ve všech dílech.
- Debby Ryan chyběla ve třech dílech (3x04, 3x05. 3x07)
- Phill Lewis chyběl v pěti dílech (3x01, 3x02, 3x12, 3x13, 3x14)
- Doc Shaw chyběl ve třech dílech (3x01, 3x02, 3x03) a následne opustil seriál v dílu 3x06
- Kim Rhodes si svou hlavní roli Carey Martin ze seriálu Sladký život Zacka & Codyho zopakovala ve dvou dílech (3x10, 3x22)
- Brian Stepanek si svou vedlejší roli Arwina Q. Hawkhausera ze seriálu Sladký život Zacka & Codyho zopakoval ve dvou dílech (3x07, 3x22)
- Robert Torti si svou vedlejší roli Kurta Martina ze seriálu Sladký život Zacka & Codyho zopakoval v jednom dílu (3x22)
- Hutch Dano si svou roli Moose z první sezony Sladkého života na moři (z dílu 1x19) zopakoval v jednom dílu (3x18)

## Seznam dílů
| Řada | Díl | Anglický název             | Český název               | Premiéra v USA     | Premiéra v ČR      | Produkční číslo |
| 50 | 1   | The Silent Treatment       | Léčba tichem              | 2. července 2010   | 26. ledna 2013     | 305             |
| Den po rozchodu Bailey a Codyho, opouští Cody loď a vstupuje do "elitního klubu" v naději, že zapomene na bolestivý rozchod. Mezitím se London snaží rozveselit zoufalou Bailey. Když vše selže, odvádí ji k slečně Tutweiller, která je naučí všechny své rituály a aktivity, které provozuje po každém svém rozchodu, a navíc zde London Bailey řekne všechno co si o ni myslí, aniž by za slova která řekla přidala otravná, vlezlá atd. Nakonec ji pozve na mani. a pedi........ Chybí: Phill Lewis jako pan Moseby a Doc Shaw jako Marcus Little Hostující hvězdy: Andy Richter jako bratr Theodore, Erin Cardillo jako Emma Tutweiller, Matthew Timmons jako Woody Fink Odhad českého názvu: Léčba tichem |     |                            |                           |                    |                    |                 |
| 51 | 2   | Rat Tale                   | Příběh krysy              | 9. července 2010   | 19. ledna 2013     | 308             |
| Po rozchodu se Cody a Bailey stále nemohou dohodnout, kdo si vezme Bucka - zdomácnělou laboratorní myš, kterou společně používali k vědeckým pokusům. Využijí proto Kirbyho, aby prošetřil, kdo je lepší opatrovník. Když navíc Buck Woodyho kousne, Zack mu sarkasticky řekne, že se v něm začnou vyvíjet vlastnosti myši, což vede Woodyho k vytvoření vlastního alter ega - superhrdiny Ratmana. London si myslí, že je s Buckem třeba skoncovat! Chybí: Phill Lewis jako pan Moseby a Doc Shaw jako Marcus Little Hostující hvězdy: Windell D. Middlebrooks jako Kirby Morris, Matthew Timmons jako Woody Fink, Mackenzie Baker jako Sloane Odhad českého názvu: Krysí příběh |     |                            |                           |                    |                    |                 |
| 52 | 3   | So You Think You Can Date? | Myslíte, že umíte randit? | 16. července 2010  | 29. prosince 2012  | 306             |
| Stále v průběhu zahlazování ran po rozchodu, se Cody a Bailey mezi sebou dušují, že již mají partnera / partnerku na blížící se taneční. Nakonec se zdá čím dál těžší někoho sehnat než čekali. Když London a Zack nabídnou radu, je překvapivé, jak funguje. Mezitím, Woody přesvědčuje pana Mosebyho a slečnu Tutweiller, aby rozdělili "Sky Deck" k ukončení Codyho a Baileyina sporu na taneční témata. Chybí: Doc Shaw jako Marcus Little Hostující hvězdy: Erin Cardillo jako Emma Tutweiller, Matthew Timmons jako Woody Fink, Rachael Marie jako Cissy, Markus Silbiger jako Josh Odhad českého názvu: Jsi připraven na rande? |     |                            |                           |                    |                    |                 |
| 53 | 4   | My Oh Maya                 | Maya                      | 23. července 2010  | 2. února 2013      | 301             |
| Zack používá Codyho "šestiměsíční plán", aby okouzlil Mayu - novou dívku na lodi. Cody se mezitím sám snaží přestat myslet na Bailey, která je právě v Kettlecornu, protože se rodině rozbil traktor. Ale je tam také Moose! Mezitím Marcus zjistí, že jeho Li'l Little imitátor z Paříže je na palubě S.S.Tipton. Zack nakonec dává na radu Codyho a stává se Mayiným kamarádem - zatím... Chybí: Debby Ryan jako Bailey Pickett, (Matthew Timmons jako Woody Fink) Hostující hvězdy: Zoey Deutch jako Maya Bennet, Larry Vanburen Jr. jako Dante, Elle McLemore jako Gina Poznámka: Matthew Timmons, který účinkoval ve většině dílech této řady, v tomto dílu chybí, ale není členem hlavního obsazení, proto je uveden v závorce. Odhad českého názvu:Moje krásná Maya |     |                            |                           |                    |                    |                 |
| 54 | 5   | Das Boots                  | Boty                      | 30. července 2010  | 12. ledna 2013     | 303             |
| V okamžiku, kdy Maya pomáhá Zackovi a Woodymu přesunout Londoniny boty do její "ponorky na boty", Zack náhodou způsobí ponoření a všem zbývá pouze 30 minut kyslíku. Ve strachu, že se z ponorky nikdy nedostanou, Maya konečně připouští, že se jí Zack líbí. Mezitím Marcus pomáhá Codymu, připravit se na velký šachový zápas proti juniorskému šachovému šampionovi z Ruska, z kterého se vyklube krásná dívka... Chybí: Debby Ryan jako Bailey Pickett Hostující hvězdy: Matthew Timmons jako Woody Fink, Erin Cardillo jako Emma Tutweiller, Zoey Deutch jako Maya Bennet, Cody Kennedy jako Mischa Odhad českého názvu: Boty a šachy |     |                            |                           |                    |                    |                 |
| 55 | 6   | Bon Voyage                 | Šťastnou cestu            | 20. srpna 2010     | 29. prosince 2012  | 304             |
| Když je zatopeno podpalubí, pan Moseby hledá viníka, kterého hodlá z paluby lodi "vyhodit". První obvinění padá na Zacka, který si však vinu nepřipouští. Woody, Bailey a Cody se sami přiznávají, každý z jiného důvodu. Nakonec se však ukáže, že za vše může Mosebyho kapesníček. Marcus opouští loď, protože získává roli v muzikálu. Chybí: - Hostující hvězdy: Matthew Timmons jako Woody Fink, Lisa K. Wyatt jako Frankie Poznámka: Doc Shaw opouští v tomto dílu seriál. Odhad českého názvu: Šťastnou cestu |     |                            |                           |                    |                    |                 |
| 56 | 7   | Computer Date              | Rande přes počítač        | 27. srpna 2010     | 9. února 2013      | 302             |
| Arwin přichází na loď, aby pomohl se začleněním S.S.Tipton do systému tzv. "chytrých lodí" s centrálním počítačovým robotem. Vše jde dobře do té chvíle, než počítač začne získávat lidské city a vytvoří si citový vztah k Codymu. Mezitím Woody a London nesplňují plány tělocviku, a tak žádají Zacka, aby je učil (trénoval). Chybí: Doc Shaw jako Marcus Little a Debby Ryan jako Bailey Pickett Hostující hvězdy: Brian Stepanek jako Arwin Q. Hawkhauser, Tabitha Morella jako Callie, Matthew Timmons jako Woody Fink Poznámka: Ačkoliv Doc Shaw opustil seriál v minulém dílu, figuruje ve znělce, protože tento díl byl natočen dříve. Odhad českého názvu: Rande s počítačem |     |                            |                           |                    |                    |                 |
| 57 | 8   | Party On!                  | Večírek                   | 10. září 2010      | 9. března 2013     | 309             |
| Poté, co na loď přichází Sean Kingston, chce okouzlit London. Žádá Zacka, aby pro ni připravil párty, ale ten místo toho vše připraví pro Mayu k narozeninám. Když, ale zjišťuje Moseby, že na lodi bude párty, musí být také pro něj. Maya zareaguje na lež kolem oslavy překvapivě. Cody zve Bailey jako kamarádku do továrny na čokoládu, kam zakoupil lístky ještě před rozchodem na "Cestičku párů". Cody věnuje Bailey krásné srdce z čokolády, ale Bailey to své chtěla věnovat otci. Staré rány opět zabolí... Hostující hvězdy: Zoey Deutch jako Maya Bennet, Napolean Ryan jako Sebastian Nougat, Matthew Timmons jako Woody Fink Speciální hostující hvězdy: Sean Kingston hrál sám sebe Odhad českého názvu: Párty začíná! |     |                            |                           |                    |                    |                 |
| 58 | 9   | Love and War               | Láska a válka             | 25. září 2010      | 2. března 2013     | 311             |
| Zack a Maya jsou pár. Maya zve Zacka na "Básnický večer", ale Zack má již smluvenou hru s Woodym, Codym a Mosebym. Cody mu v peripetiích lásky pomáhá, sám se však snaží nadále zapomenout na svou lásku - Bailey. Mezitím Bailey a London vyučují ve školce. Bailey nátlak dětí v čele s London neunese, ale vše se nakonec proti London obrátí... Hostující hvězdy: Zoey Deutch jako Maya Bennet, Taylor Groothuis jako Sally, Matthew Timmons jako Woody Fink Odhad českého názvu: Láska je boj |     |                            |                           |                    |                    |                 |
| 59 | 10  | Trouble in Tokyo           | Potíže v Tokiu            | 29. září 2010      | 27. dubna 2013     | 307             |
| Poté, co loď kotví v Tokyo, Cody a Zack navštěvují Carey v Hashimotově studiu, kde má natáčet reklamu. Poté, co Zack studio zničí, jsou všichni tři využiti jako pokusní králíci Hashimotových nechutných minerálních vod. Na lodi zatím probíhá turnaj v Sumo o "Zlatý pas" na lodi, který zajišťuje neomezeně všeho. Woody díky svému podpaží nečekaně porazí šampiona Mikia, ale nakonec mu stejně podle Bailey musí pomoci vyhrát, protože Mikio neumí a nemůže bez zlaté karty žít. London se zatím snaží ukrýt před Mosebym, aby nemusela k zubaři. Hostující hvězdy: Matthew Timmons jako Woody Fink, Americus Abesamis jako Mikio, Tom Choi jako pan Hashimoto Speciální hostující hvězdy: Kim Rhodes jako Carey Martin Odhad českého názvu: Trable na japonský způsob |     |                            |                           |                    |                    |                 |
| 60 | 11  | The Ghost and Mr. Martin   | Duch a pan Martin         | 8. října 2010      | 19. října 2013     | 310             |
| Loď kotví u New Orleans, kde se nachází vrak staré lodi. Zack si myslí, že duch kapitána se jej snaží kontaktovat. Mezitím, London a Bailey zjišťují, že Moseby je výborný klavírista, ale s obrovskou trémou, kterou chtějí za každou cenu odstranit... Hostující hvězdy: Matthew Timmons jako Woody Fink, Anthony Bonaventura jako kapitán Entenille Odhad českého názvu: - To je duch, pane Martine! - |     |                            |                           |                    |                    |                 |
| 61 | 12  | Senior Ditch Day           | Den volna                 | 22. října 2010     | 28. dubna 2013     | 320             |
| London, Zack a Woody jdou o "Senior Ditch Day" na nóbl plážový klub, ale vyhazovač odmítá pustit Woodyho dovnitř. Mezitím jdou Cody a Bailey stejně do třídy, aby neporušili svou perfektní docházku. Emma ke svému zděšení zjišťuje, že si Cody a Bailey neumí vytvořit den volna... Chybí: Phill Lewis jako pan Moseby Hostující hvězdy: Matthew Timmons jako Woody Fink, Erin Cardillo jako Emma Tutweiller, Christann Castellos jako Valentina, Jack Guzman jako vyhazovač Speciální hostující hvězdy: Fabio jako kapitán Hawk Odhad českého názvu: Plážová party |     |                            |                           |                    |                    |                 |
| 62 | 13  | My Sister’s Keeper         | Strážce své sestry        | 5. listopadu 2010  | 12. října 2013     | 315             |
| Woodyho sestra - Willa přichází na návštěvu SS Tipton a Cody se nabízí, že ukáže Wille loď. I přes její pěkný zevnějšek zdánlivě chladnou vnitřní osobnost, Cody brzo poznává, jak moc je podobná Woodymu doopravdy. Bailey mezitím žárlí, a tak se nastrojí aby Codyho okouzlila, ale ten to pouze využije, aby se Willy zbavil a následně Bailey chladně poděkuje... Mezitím, London najímá dvojnici - Tess (hraje ji také Brenda Songová), aby za ní dělala "špinavou práci", ale když se Tess zakouká do Zacka, London rozhodne, že se jí musí zbavit. Chybí: Phill Lewis jako pan Moseby Hostující hvězdy: Matthew Timmons jako Woody Fink, Linsey Godfrey jako Willa Fink, Jane Oshita jako Londonina dvojnice Odhad českého názvu: Moje malá sestřička |     |                            |                           |                    |                    |                 |
| 63 | 14  | Frozen                     | Zmrzlí                    | 19. listopadu 2010 | 26. října 2013     | 312             |
| Cody se chystá na návštěvu vzdálené vědecké stanice severním pólu a Woody se Zackem jsou odhodláni jít s ním. Jenže Dr. Cork si "půjčí" jejich skútr k doplnění zásob, ale uvízne ve sněhové bouři a chlapci jsou tak o hladu a zimě. Mezitím navštěvuje S.S.Tipton Londonin oblíbený návrhář Arturo, jenže už bez inspirace. London mu ji chce za každou cenu vrátit. To se sice povede, ale až díky Bailey. Chybí: Phill Lewis jako pan Moseby Hostující hvězdy: Matthew Timmons jako Woody Fink, Brian Posehn jako Dr. Cork, Todd Sherry jako Arturo Vitali Odhad českého názvu: Zmrzlí až na kost |     |                            |                           |                    |                    |                 |
| 64 | 15  | A London Carol             | Vánoční koleda            | 3. prosince 2010   | 12. října 2013     | 313             |
| Poté, co London odmítne pomoci Codymu s Bailey v přípravě charitativní akce, bere ji její kouzelné zrcadlo do minulosti a budoucnosti, aby se poučila. Chybí: (Matthew Timmons jako Woody Fink) Hostující hvězdy: Michael Airington jako Kouzelné zrcadlo, Haley Tju jako malá London. Poznámka: Jedná se o vánoční díl a o parodii na "Christmas Carol". Matthew Timmons, který účinkoval ve většině dílech této řady, v tomto díle chybí, ale není členem hlavního obsazení, proto je uveden v závorce. Odhad českého názvu: Koleda o London |     |                            |                           |                    |                    |                 |
| 65 | 16  | The Play's The Thing       | Divadelní hra             | 7. ledna 2011      | 9. listopadu 2013  | 314             |
| Slečna Tutweiller zadává třídě jako závěrečný úkol hru, kterou napsal Cody. Jenže Bailey prokoukne, že se jedná o hru o jejím a Codym rozchodu s pozměněnými postavami. A tak Cody musí hrát Hailey Chainlink a Zack Brodyho Bartona. Moseby se zatím s pomocí Zacka pokouší okouzlit Emmu. To se mu nakonec povede... Hostující hvězdy: Erin Cardillo jako Emma Tutweiller, Matthew Timmons jako Woody Fink, Rachael Bell jako Addison Odhad českého názvu: S city si nehraj! |     |                            |                           |                    |                    |                 |
| 66 | 17  | Twister, part 1            | Tornádo, část 1           | 14. ledna 2011     | 3. srpna 2013      | 316             |
| Bailey odjíždí s pomocí London do Kettlecornu na narozeninovou oslavu babi Pickettové. Mezitím uzavírá Moseby se Zackem a Woodym sázku o večeři pro Zacka a Mayu + záchodky s držákem na pití pro Woodyho nebo vyleštěnou Fiesta palubu zubními kartáčky od Woodyho a Zacka. Má se hrát basketbal, jenže z Mosebyho malého bratra se vyklube Dwight Howard a jeho kamarádi z NBA. Cody hledá Bailey, protože se ani nerozloučila. Když ji volá, spojení je záhadně přerušeno... Hostující hvězdy: Matthew Timmons jako Woody Fink, Dwight Howard hraje sám sebe, Deron Wiliams hraje sám sebe, Kevin Love hraje sám sebe Odhad českého názvu: Tornádo, část 1 |     |                            |                           |                    |                    |                 |
| 67 | 18  | Twister, part 2            | Tornádo, část 2           | 15. ledna 2011     | 3. srpna 2013      | 317             |
| Cody přijíždí do Kettlecornu, ale Bailey s London ještě nedorazili. Navíc zjišťuje, že Baileynin otec ho nenávidí. Když se Bailey s London ukážou, Cody se pokusí říct Bailey o svých citech, ale je přerušen Moosem. Mezitím se na lodi odehrává zajímavá zápletka, kdy se Zack vydává za lodního manažera a vydělává tak na účet Mosebyho. Zpět v Kettlecornu se Cody napodruhé dostává k Bailey, ale tentokrát je přerušen přicházejícím tornádem. V krytu přichází přetahovaná o Bailey, kdy se udeří o poličku a omdlí. Ve snu se musí rozhodnout jakou cestou se v zemi Oz vydat. Po probuzení učiní stejné rozhodnutí. "Cody, nikdy jsem tě nepřestala milovat"Cody ji odpoví, že na ni také nikdy nepřestal myslet, a Cody a Bailey s polu opět chodí. Tornádo odešlo a všichni sčítají škody. London však není k nalezení... Hostující hvězdy: Matthew Timmons jako Woody Fink, Linda Porter jako babi Pickettová, Ginette Rhodes jako Eunice Pickettová, Joe Dietl jako Clyde Pickett, Mark Teich jako pan Everhart Speciální hostující hvězdy: Hutch Dano jako Moose Odhad českého názvu: Tornádo, část 2 |     |                            |                           |                    |                    |                 |
| 68 | 19  | Twister, part 3            | Tornádo, část 3           | 16. ledna 2011     | 10. srpna 2013     | 318             |
| Poté, co se najde London, Cody využije jejího otce, aby pomohl Pickettovým s financemi na opravu farmy. Jenže pan Tipton má s Kettlecornem jiný plán. Poté, co zjišťují zprávy o tornádu Zack, Woody a Moseby, dávají se k armádě, aby se do Kettlecornu dostali. Pomáhají v plánu na změnu názoru pana Tiptona. Až díky samotné London se to povede. Díky babi Pickettové navíc Bailey získává peníze, potřebné k návratu na loď. Hostující hvězdy: Matthew Timmons jako Woody Fink, Linda Porter jako babi Pickettová, Ginette Rhodes jako Eunice Pickettová, Joe Dietl jako Clyde Pickett, Michael Ralph jako seržant Peppper Speciální hostující hvězdy: John Michael Higgins jako Wilfred Tipton Odhad českého názvu: Tornádo, část 3 |     |                            |                           |                    |                    |                 |
| 69 | 20  | Snakes on Deck             | Hadi na lodi              | 4. března 2011     | 23. listopadu 2013 | 319             |
| Cody zjišťuje při partnerské noci, že nedokáže Bailey rozesmát, a tak zkouší úplně všechno, aby Bailey rozesmál. Maya zjišťuje, že Zack je vlastně takový mladý "kurvníček" a to se ji rozhodně nelíbí. Když Woody neopatrností otevře krabici s hady a ti se rozšíří po celé palubě, jedině Moseby může všechny zachránit. Hostující hvězdy: Matthew Timmons jako Woody Fink, Zoey Deutch jako Maya Bennet Poznámka: Tento díl je parodií na film "Hadi v letadle" Odhad českého názvu: Hadi na palubě |     |                            |                           |                    |                    |                 |
| 70 | 21  | Prom Night                 | Maturitní ples            | 18. března 2011    | 14. prosince 2013  | 321             |
| Když si studenti trochu krutě vystřelí z Moseby, on ve vzteku zruší "Maturitní ples". Zack vymyslí plán tajného plesu. Emma zakáže London, aby se už potřetí plesu účastnila, stane se tak "poplašným zařízením". Bailey dělá všechno proto, aby se stala královnou plesu. Woody chce na ples vzít Addison, ale ještě nikdy nikoho nelíbal. Cody mu ukazuje jak na to na "Šunkele". Jenže, všechno slyší Addison. Ale co, když Moseby na všechno kolem plesu přijde? Hostující hvězdy: Matthew Timmons jako Woody Fink, Zoey Deutch jako Maya Bennet, Rachael Bell jako Addison, Erin Cardillo jako Emma Tutweiller Odhad českého názvu: Maturitní ples |     |                            |                           |                    |                    |                 |
| 71 | 22  | Graduation on Deck         | Maturita na lodi          | 6. května 2011     | 15. prosince 2012  | 322             |
| Když pan Moseby oznámí, že pan Tipton prodal loď a ta bude za týden v New Yorku demontována, zbývá jen týden na uspořádání velkolepé slavnosti ke konci Seven Seas High. Na loď přijíždí Carey, Kurt a Arwin, aby sledovali předávání maturitních vysvědčení. I London konečně odmaturuje. Zack se chce rozejít s Mayou, protože nevěří vztahům na velkou vzdálenost. Nakonec ho Maya se smutnou zprávou předstihne. Bailey a Cody napjatě očekávají resumé o přijetí nebo nepřijetí na Yale, nakonec se ač neradi musejí spolu rozloučit, poté co přijde Codymu a Bailey dopis, že na školu přijali jen Bailey. Rozloučit se ale nemusejí Cody bude Bailey dál navštěvvat, a nakonec i s polu budou žít. <3 Moseby žádá Emmu o ruku. Všichni odcházejí žít dál svůj "Sladký život..." Hostující hvězdy: Robert Torti jako Kurt Martin, Matthew Timmons jako Woody Fink, Zoey Deutch jako Maya Bennet, Rachael Bell jako Addison, Erin Cardillo jako Emma Tutweiller, Lisa K. Wyatt jako Frankie, Brian Stepanek jako Arwin Q. Hawkhauser Speciální hostující hvězdy: Kim Rhodes jako Carey Martin Odhad českého názvu: Poslední loučení na palubě Poznámka: Jedná se o poslední díl třetí řady, celého seriálu a zároveň i série The Suite Life. |     |                            |                           |                    |                    |                 |

## Film
| Film | Anglický název       | Český název          | Premiéra v USA  | Premiéra v ČR      |
| 1 | The Suite Life Movie | Sladký život dvojčat | 25. března 2011 | 23. listopadu 2013 |
| Nová dobrodružná komedie se odehrává v období jarních prázdnin , Cody (Cole Sprouse) dostane příležitost podílet se na prestižním programu - stáži. Nicméně, když dvojče Zack (Dylan Sprouse) zničí vědecké vybavení za miliardu-dolaru, Cody je vyhozen z programu. Brzy poté se bratři připojí k projektu Gemini, high-tech výzkumné centrum studium dynamiky mezi dvojčaty. Dvojčata se ocitnou propojení tak,jak nikdy předtím: Když jedno z dvojčat pocítí myšlenku nebo pocit, druhé dvojče to cítí také. Chlapci si tedy poprvé "vidí z očí do očí" , staví se větším nebezpečím, než si to kdy mohli představit. V hlavních rolích: Cole Sprouse jako Cody Martin, Dylan Sprouse jako Zack Martin, Brenda Song jako London Tiptonová, Debby Ryan jako Bailey Pickettová, Phill Lewis jako pan Moseby, Matthew Timmons jako Woody Fink, John Ducey jako doktor Spaulding, Katelyn Pacitto jako Nellie, Kara Pacitto jako Kellie, Matthew Glave jako doktor Olsen. Film zapadá dějově do období mezi díly "Prom Night" a "Graduation on Deck" |                      |                      |                 |                    |